# Love Train
Love Train è un singolo del gruppo sudcoreano Got7, pubblicato in Giappone il 10 giugno 2015.
Oltre all'edizione classica in CD, sono state pubblicate due edizioni limitate CD+DVD: nell'edizione A, il DVD contiene il video musicale originale e il dietro le quinte di Love Train, mentre nell'edizione B contiene il video musicale versione coreografia e due video delle prove di ballo.

## Descrizione
Love Train è un brano che combina hip hop ed elementi rock, e, con il tema di "correre verso l'amore", paragona il sentimento a un treno in corsa che non si può fermare.

## Tracce
1. Love Train – 4:08 (testo: Kohei Kashino, Yuki Kokubo, Samuelle Soung – musica: Kohei Kashino, Yuki Kokubo)
2. O.M.G – 3:33 (testo: Noday, Ragoon IM, Yuhki Shirai – musica: Noday, Ragoon IM)
3. Love Train (Instrumental) – 4:08 (musica: Kohei Kashino, Yuki Kokubo)
4. O.M.G (Instrumental) – 3:33 (musica: Noday, Ragoon IM)

Durata totale: 15:22

## Formazione
- Mark – rap
- JB – voce
- Jackson – rap
- Junior – voce
- Youngjae – voce
- BamBam – rap
- Yugyeom – voce

## Successo commerciale
Il singolo ha debuttato in quarta posizione sulla Oricon Daily Singles Chart, per poi salire in seconda posizione; è invece entrato in quarta posizione sulla classifica settimanale. Ha venduto 37 399 copie nel mese di giugno 2015. Si è inoltre classificato secondo sulla Billboard Japan Hot 100.

## Classifiche
| Classifica (2015) | Posizione massima |
| ----------------- | ----------------- |
| Giappone          | 4                 |